# Hollókakadu-formák
A hollókakadu-formák (Calyptorhynchinae) a madarak osztályának papagájalakúak (Psittaciformes) rendjébe sorolt kakadufélék (Cacatuidae)  egyik alcsaládja.
Egyes rendszerek a papagájfélék családjába, a kakaduformák (Cacatuinae) alcsaládjához sorolják.

## Rendszertani felosztása
Az alcsaládba az alábbi nemek és fajok tartoznak:
- Hollókakadu (Calyptorhynchus) (Desmarest, 1826)
  - Pirosfarkú hollókakadu (Calyptorhynchus banksii)
  - Barnafejű hollókakadu (Calyptorhynchus lathami)

- Gyászkakadu (Zanda)
  - Sárgafülű gyászkakadu (Zanda funereus)
  - Baudin-gyászkakadu (Zanda baudinii)
  - Fehérfarkú gyászkakadu (Zanda latirostris)